# Osielsko (gmina)
Osielsko – gmina wiejska w Polsce położona w  województwie kujawsko-pomorskim, w powiecie bydgoskim. Siedzibą władz gminy jest Osielsko. Według danych na 31 grudnia 2019 r. gminę zamieszkiwały 14 968 osoby.

## Położenie
Gmina jest położona w czterech mezoregionach: Wysoczyzna Świecka – część północna i centralna, Dolina Brdy – część zachodnia, Kotlina Toruńska – część skrajnie południowa oraz Dolina Fordońska – część wschodnia.
Gmina Osielsko graniczy z Bydgoszczą, Dobrczem i Koronowem. W latach 1975–1998 gmina położona była w województwie bydgoskim.
Przez gminę Osielsko przebiega droga krajowa nr 5 i droga wojewódzka nr 244.

## Struktura powierzchni
Według danych z roku 2002 gmina Osielsko ma obszar 102,89 km², w tym:
- użytki rolne: 34%
- użytki leśne: 57%

Gmina stanowi 7,38% powierzchni powiatu.

## Pomniki przyrody
W gminie Osielsko znajduje się 28 pomników przyrody, w tym 19 pojedynczych drzew, 8 grup drzew i 1 źródło (przyrody nieożywionej).

## Demografia
Dane z 30 czerwca 2015:
| Opis                              | Ogółem | Ogółem | Kobiety | Kobiety | Mężczyźni | Mężczyźni |
| --------------------------------- | ------ | ------ | ------- | ------- | --------- | --------- |
| Jednostka                         | osób   | %      | osób    | %       | osób      | %         |
| Populacja                         | 12315  | 100    | 6243    | 50,7    | 6072      | 49,3      |
| Gęstość zaludnienia [mieszk./km²] | 119,7  | 119,7  | 60,7    | 60,7    | 59,0      | 59,0      |

Gmina Osielsko to dynamicznie rozwijająca się gmina podmiejska. W pierwszych latach XXI wieku ludność w gminie przybywała w tempie ponad 5% rocznie. W rekordowych latach 2004 i 2006, populacja gminy powiększyła się odpowiednio o 8,9% (638 osób) i 8,1% (673 osoby). Obecnie ludności przybywa znacznie wolniej zarówno w ujęciu bezwzględnym jak i procentowym. W latach 2004–2020 liczba ludności wzrosła o 87,57%, co dało jej 11 miejsce w kategorii gmin wiejskich.
- Wzrost liczby ludności gminy Osielsko na przestrzeni 30 lat[2].

- Mieszkańcy Gminy Osielsko wg wieku i płci (zameldowani na pobyt stały na dzień 2018 r.)

Źródło: na podstawie danych ewidencji mieszkańców UG Osielsko.
- Piramida wieku mieszkańców gminy Osielsko w 2017 roku[7].

## Zabytki
Na obszarze gminy zlokalizowane są następujące zarejestrowane zabytki:
- zespół kościelny parafii pod wezwaniem Narodzenia Najświętszej Maryi Panny w Osielsku, obejmujący: kościół, kostnicę i cmentarz, nr A/1006/1-3 z 17.05.2006 roku
- drewniany kościół parafii pod wezwaniem Świętego Krzyża w Żołędowie z XVIII w., nr 322 z 08.06.1955 roku

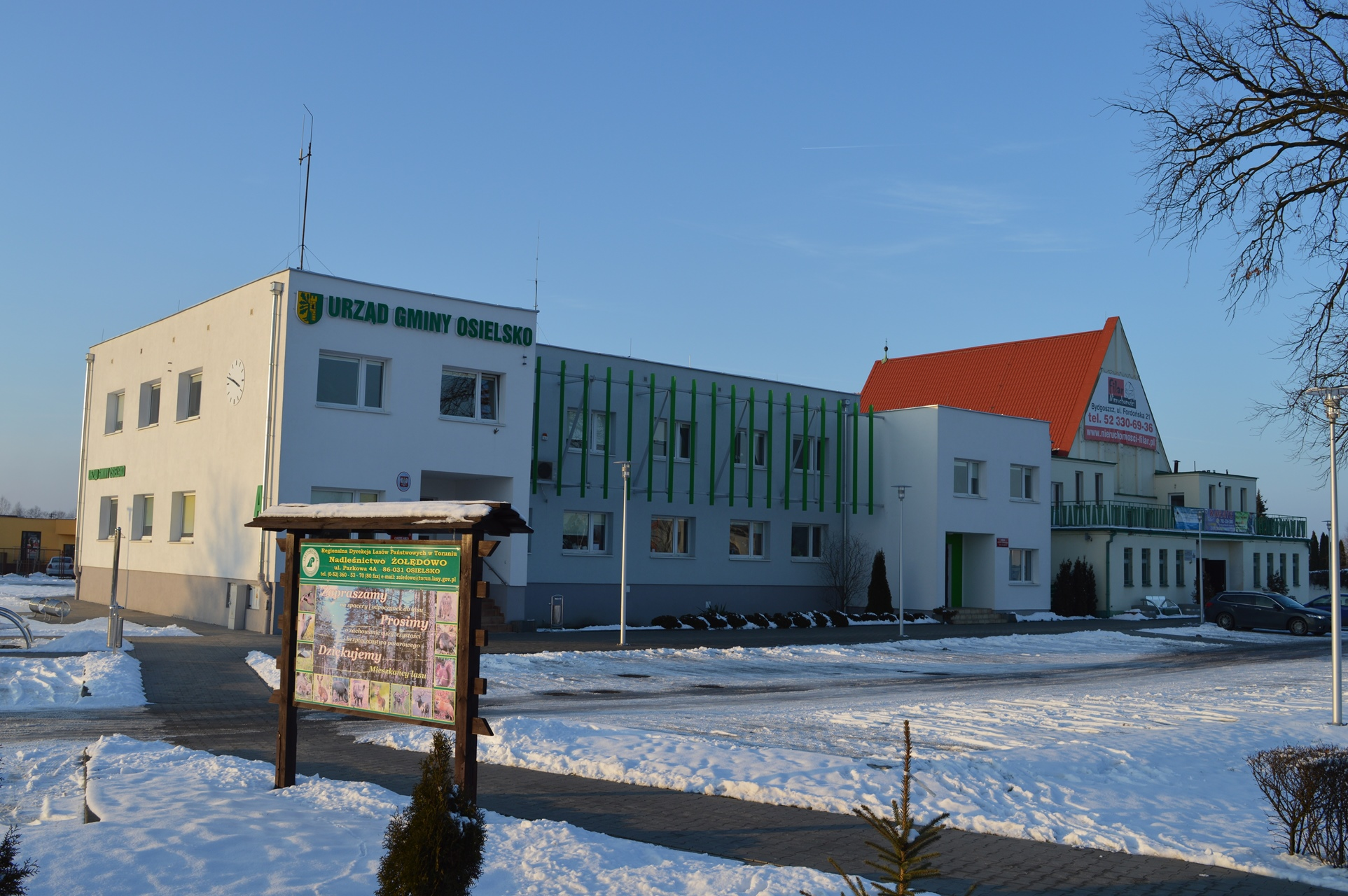
Budynek Urzędu Gminy Osielsko

- Budynek Urzędu Gminy Osielskozespół dworsko-parkowy w Żołędowie, obejmujący: dwór i park, nr A/232/1-2 z 07.03.1989 roku.

## Gospodarka
Osielsko jest najbogatszą gminą w województwie kujawsko-pomorskim. Przyczyną bogactwa gminy są wysokie dochody podatkowe mieszkańców gminy. Na 2015 rok, przychody z tytułu PIT, zaplanowano na poziomie 24 mln zł, stanowi to 41,2% całości planowanych przychodów gminy w 2015 roku. Gmina Osielsko to jedna z dwóch najszybciej rozwijających się gmin w powiecie bydgoskim. W 2014 roku wydano tu 314 pozwoleń na budowę (to ponad 220% więcej niż w trzeciej pod tym względem gminie Sicienko – 138 pozwoleń).

## Religia

### Wspólnota rzymskokatolicka
Na terenie gminy Osielsko funkcjonują cztery parafie:
- parafia św. Maksymiliana Kolbego – Maksymilianowo
- parafia MB Wspomożenia Wiernych – Niemcz
- parafia Narodzenia NMP – Osielsko
- parafia Podwyższenia Krzyża Świętego – Żołędowo

Osielsko jest także siedzibą dekanatu Osielsko (jednostki administracyjnej kościoła rzymskokatolickiego).

### Wspólnota ewangelicka
Na terenie Osielska istniała znaczna wspólnota ewangelicka. Około 1890 roku było to 234 wiernych, co stanowiło ~37% mieszkańców.
Na obszarze gminy funkcjonowało wiele cmentarzy ewangelickich m.in. w: Bożenkowie (2), Czarnówczynie, Jarużynie, Maksymilianowie, Niemczu, Niwach (2), Osielsku, Żołędowie.
Oprócz cmentarzy na terenie gminy do 1944 roku działał też kościół ewangelicki w Osielsku. Dziś w dawnym budynku kościoła mieści się Gminny Ośrodek Kultury w Osielsku.

## Podział administracyjny

### Sołectwa
Gmina Osielsko utworzyła 7 jednostek pomocniczych gminy (sołectw): Bożenkowo, Jarużyn, Maksymilianowo, Niemcz, Niwy-Wilcze, Osielsko, Żołędowo.

### Miejscowości niesołeckie
W skład gminy wchodzą 4 miejscowości niesołeckie: Czarnówczyn, Jagodowo, Myślęcinek, Strzelce Leśne

## Polityka i administracja
Gmina Osielsko za organ uchwałodawczy ma radę gminy, w skład której wchodzi 15 radnych. Organem wykonawczym jest wójt, którym od maja 2024 jest Janusz Jedliński